# São João do Oeste
São João do Oeste is een gemeente in de Braziliaanse deelstaat Santa Catarina. De gemeente telt 6.269 inwoners (schatting 2009).